# Ústí

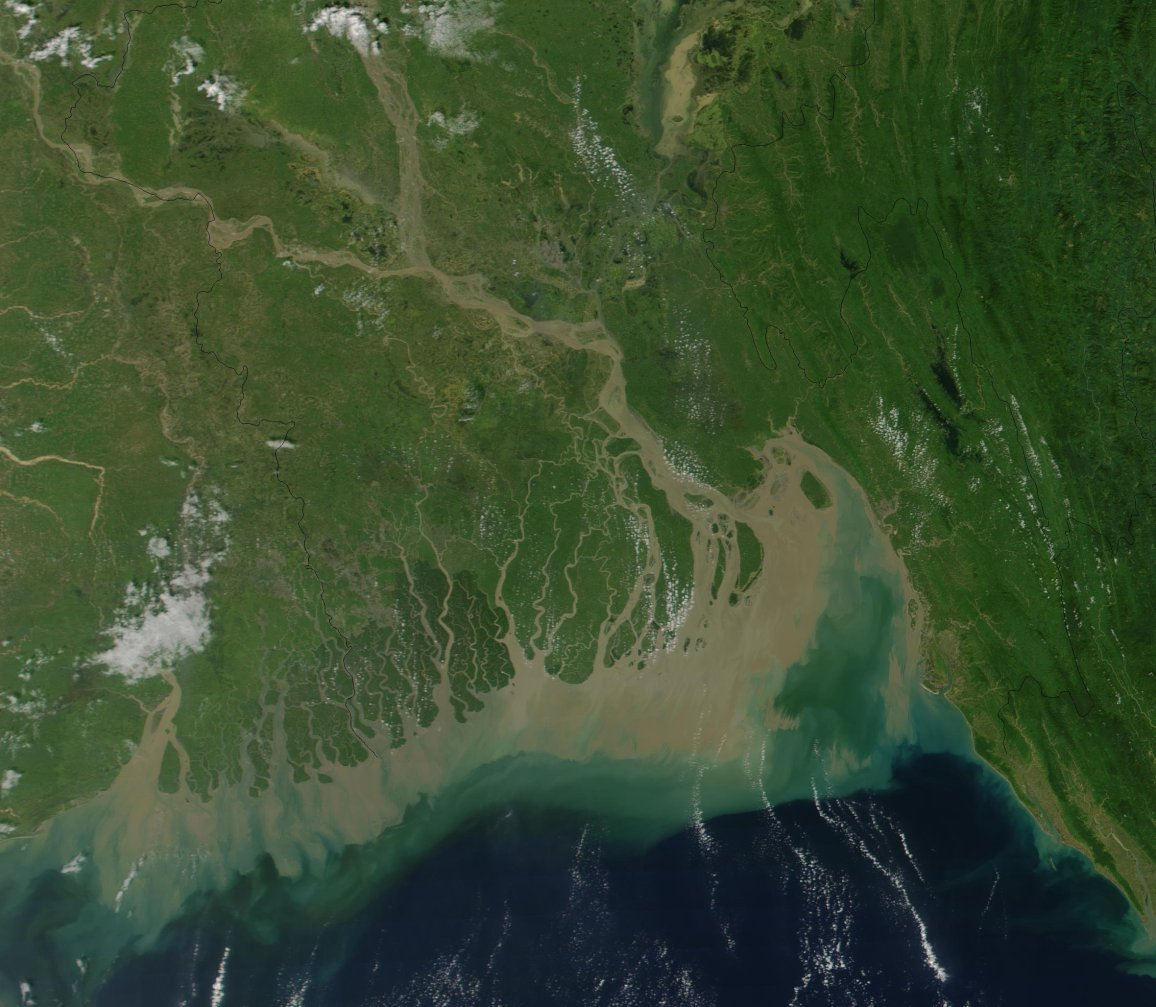
Říční delta – ústí Gangy do Bengálského zálivu

Ústí je část toku (řeka, potok), kde se vlévá do jiného toku či do vodní nádrže, moře nebo oceánu. Ústí může vzniknout buď přirozenou cestou (např. ústí Vltavy do Labe), nebo uměle (např. ústí řeky do přehradní nádrže). U ústí je řeka zpravidla nejširší a má zde nejvyšší průtok.
Ústí lze lidskými zásahy přemisťovat vytvářením tzv. polderů na mořském břehu (pokud se moře okolo původního ústí přemění na souš a zůstane tak jen úzký vodní kanál).

## Druhy ústí
Ústí může mít různý charakter a rozeznáváme různé druhy ústí:
- vysunutá delta
- přímé
- delta
- estuár (nálevka)
- liman

## Pojmenování sídel
Ústí je jedním z často používaných názvů pro města. Pojmenování vzniklo díky nedalekému vyústění jedné řeky do druhé.
- v České republice — Ústí nad Orlicí, Ústí nad Labem (Ústí (rozcestník))
- na Slovensku — Ústie nad Oravou, Ústie nad Priehradou
- v Kazachstánu — Usť-Kamenogorsk
- v Rusku — Usť-Džeguta, Usť-Ilimsk, Usť-Katav, Usť-Kut, Usť-Labinsk, Usť-Uda
- v Polsku — Ujście, Svinoústí
- na Ukrajině — Usť-Čorna